# 13 and God
13 and God est un groupe de hip-hop underground et électronique germano-américain, composé des membres des groupes The Notwist (Weilheim, Allemagne) et Themselves (Oakland, Californie). 

## Biographie
Le groupe signe son premier album éponyme sur les labels anticon. (label de Themselves) et Alien Transistor (label de The Notwist). Sur scène, le groupe est accompagné de Jordan Dalrymple qui a pris la place de Dax Pierson depuis que ce dernier soit devenu paraplégique à la suite d'un accident durant une tournée de Subtle, en 2003.
D'après les dires de Doseone, en 2009, la production d'un nouvel album de 13 and God devrait commencer dès que le dernier enregistrement de The Notwist sera terminé. Le 3 février 2011, leur deuxième album Own Your Ghost est annoncé chez Anticon le 17 mai 2011. L'album comprend dix morceaux, dont Sure as Debt. L'annonce s'accompagne d'un clip de Armored Scarves, issu de l'album.

## Discographie
- 2005 : 13 and God (anticon.)
- 2005 : Men of Station  (EP - anticon.)
- 2005 : Into the Trees (single, édition limitée)
- 2011 : Own Your Ghost (anticon.)